# Въображение
Въображението е познавателен психичен процес, при който действителността се отразява в съзнанието под формата на нови, необичайни и дори невъзможни образи, идеи или представи.

## Физиологична основа
В основата на въображението лежи механизмът на асоциациите, по-точно създават се нови съчетания между временните нервни връзки в кората на главния мозък.

## Особености, свойства и качества
Конструкциите на въображението се отнасят до 3 главни типа обекти: 
- Образи при възпроизвеждащото въображение - обекти, които съществуват в действителността (както е позната), но не са непосредствено възприемани от индивида;
- Образи при творческото въображение - обекти, които не съществуват в действителността, но тяхното съществуване е възможно, тъй като не противоречи, според съответните представи за тях, на обективните, природни закони;
- Фантазните образи - обекти, които не съществуват и не могат да съществуват, тъй като това противоречи на (във вида, в който са познати) природните закони; Фантазните образи са синтезирани от елементи на придобити по-рано по непосредствен път обикновени представи. Начините за изграждането им са:

1. Аглутинация – интегриране на представите за отделните части на различни предмети.
2. Неволево (пасивно, непреднамерено) – образите възникват спонтанно, самоволно, без предварително поставена цел за създаването им. Съновиденията са проява на неволево въображение.
3. Волево (активно, преднамерено) – с целенасоченост, избирателност на създаване на образите.